# Carlo Levi
Carlo Levi (Torino, 1902. november 29. – Róma, 1975. január 4.) olasz festő, író és antifasiszta ellenálló, később baloldali politikus volt.

## Élete
Polgári zsidó családba született Torinóban. Nővére, Luisa Levi, híres gyermekpszichiáter.
Carlo Levi is orvosi egyetemet végzett Torinóban, és egy klinikán is dolgozott 1928-ig. Ugyanakkor már kamaszkora óta festett. 1923-ban Párizsba utazott, ahol nagy hatással volt rá a Fauvizmus, illetve Amadeo Modigliani és Chaim Soutine művészete.
Az 1920-as évek végén tagja volt a "torinoi hatoknak". Szemben állt a futurizmus szerinte képmutató modernizmusával.
1931-ben csatlakozott az antifasiszta "Giustizia e liberta" (Igazságosság és szabadság) csoporthoz. 1934-ben antifasiszta felforgatás gyanújával letartóztatták. 1935-ben ismét letartóztatták és száműzték Grassano, majd Aliano faluba. Az antifasiszták kis, elszigetelt dél-olaszországi településekre száműzése a fasiszta rendszer sajátos büntetési formája volt. A száműzött (confinato) emberek a településen belül szabadon mozoghattak, de azt nem hagyták el és hatósági ellenőrzés alatt álltak. Alianoi tartózkodása ihlette Levit a "Krisztus megállt Ebolinál" (A regény első magyar nyelvű kiadása 'Ahol a madár se jár' címmel jelent meg) című regénye megírására, amely Illyés Gyula "Puszták népe" című könyvéhez hasonlóan megrázóan ír a parasztság szegénységéről.
1936-ban kegyelmet kapott és megengedték neki, hogy külföldre menjen. Franciaországba költözött, ahol folytatta politikai tevékenységét. 1943-ban tért haza és csatlakozott az antifasiszta felszabadítási bizottsághoz csatlakozva harcolt a fasiszták és a náci megszállók ellen.
1945-ben jelent meg Krisztus megállt Ebolinál című regénye és 1979-ben filmadaptáció készült belőle. 1945-ben találkozott Linuccia Saba-val, akivel harminc évig voltak kapcsolatban. 1945 után folytatta újságírói és festői tevékenységét. Kétszer is szenátor lett az Olasz Kommunista Párt képviselőjeként.
Az 1930-as években megígérte Aliano lakóinak, hogy visszatér, így végakarata nyomán ebben a községben temették el.

## Magyarul megjelent művei
- Ahol a madár se jár. Regény; (a 'Krisztus megállt Ebolinál' című regény első magyar kiadása)ford. Mária Béla; Szikra, Bp., 1948
- Az óra; ford. Szabolcsi Éva; Magvető, Bp., 1966 (Világkönyvtár)
- Krisztus megállott Ebolinál; ford. Mária Béla, utószó Lőrinczi László; Kriterion, Bukarest, 1974 (Horizont könyvek)

## Fordítás
- Ez a szócikk részben vagy egészben  a   Carlo Levi című olasz Wikipédia-szócikk ezen változatának fordításán alapul.  Az eredeti cikk szerkesztőit annak laptörténete sorolja fel. Ez a jelzés csupán a megfogalmazás eredetét és a szerzői jogokat jelzi, nem szolgál a cikkben szereplő információk forrásmegjelöléseként.